# Nuoto ai Giochi della XXXII Olimpiade - 200 metri dorso maschili
La gara di nuoto dei 200 metri dorso maschili dei Giochi della XXXII Olimpiade di Tokyo è stata disputata tra il 28 e il 30 luglio 2021 presso il Tokyo Aquatics Centre. Vi hanno partecipato 29 atleti provenienti da 23 nazioni.
La competizione è stata vinta dal nuotatore russo Evgenij Rylov, mentre l'argento e il bronzo sono andati rispettivamente allo statunitense Ryan Murphy e al britannico Luke Greenbank.

## Record
Prima della competizione il record del mondo e il record olimpico erano i seguenti:
| Record mondiale | 1'51"92 | Aaron Peirsol Stati Uniti | 31 luglio 2009 Roma, Italia       |
| Record olimpico | 1'53"41 | Tyler Clary Stati Uniti   | 2 agosto 2012 Londra, Regno Unito |

Durante la competizione è stato stabilito il seguente record:
| Data      | Evento | Atleta        | Nazione | Tempo   | Record          |
| --------- | ------ | ------------- | ------- | ------- | --------------- |
| 30 luglio | Finale | Evgenij Rylov | ROC     | 1'53"27 | Record olimpico |

## Programma
| Data           | Ora (UTC+9) | Turno      |
| -------------- | ----------- | ---------- |
| 28 luglio 2021 | 19:21       | Batterie   |
| 29 luglio 2021 | 11:04       | Semifinali |
| 30 luglio 2021 | 10:50       | Finale     |

## Risultati

### Batterie
| Pos. | Batteria | Corsia | Atleta               | Nazionalità   | Tempo   | Note   |
| ---- | -------- | ------ | -------------------- | ------------- | ------- | ------ |
| 1    | 2        | 4      | Luke Greenbank       | Gran Bretagna | 1'54"63 | Q      |
| 2    | 4        | 4      | Evgenij Rylov        | ROC           | 1'56"02 | Q      |
| 3    | 4        | 5      | Bryce Mefford        | Stati Uniti   | 1'56"37 | Q      |
| 4    | 2        | 1      | Lee Ju-ho            | Corea del Sud | 1'56"77 | Q,     |
| 5    | 1        | 4      | Grigorij Tarasevič   | ROC           | 1'56"82 | Q      |
| 6    | 2        | 6      | Radosław Kawęcki     | Polonia       | 1'56"83 | Q      |
| 7    | 3        | 4      | Ryan Murphy          | Stati Uniti   | 1'56"92 | Q      |
| 8    | 2        | 5      | Ryōsuke Irie         | Giappone      | 1'56"97 | Q      |
| 9    | 4        | 3      | Keita Sunama         | Giappone      | 1'57"07 | Q      |
| 10   | 4        | 2      | Tristan Hollard      | Australia     | 1'57"24 | Q      |
| 11   | 3        | 6      | Roman Mityukov       | Svizzera      | 1'57"45 | Q      |
| 12   | 4        | 6      | Brodie Williams      | Gran Bretagna | 1'57"48 | Q      |
| 13   | 4        | 8      | Nicolás García       | Spagna        | 1'57"62 | Q      |
| 14   | 2        | 3      | Ádám Telegdy         | Ungheria      | 1'57"70 | Q      |
| 15   | 3        | 5      | Xu Jiayu             | Cina          | 1'57"76 | Q, RIT |
| 16   | 2        | 7      | Markus Thormeyer     | Canada        | 1'57"85 | Q      |
| 17   | 3        | 3      | Yohann Ndoye Brouard | Francia       | 1'57"96 | Q      |
| 18   | 4        | 7      | Jan Čejka            | Rep. Ceca     | 1'58"02 |        |
| 19   | 4        | 1      | Christian Diener     | Germania      | 1'58"27 |        |
| 20   | 3        | 2      | Matteo Restivo       | Italia        | 1'58"36 |        |
| 21   | 1        | 5      | Martin Binedell      | Sudafrica     | 1'58"47 |        |
| 22   | 3        | 1      | Francisco Santos     | Portogallo    | 1'58"58 |        |
| 23   | 2        | 8      | Berke Saka           | Turchia       | 1'58"66 |        |
| 24   | 2        | 2      | Kaloyan Levterov     | Bulgaria      | 1'58"96 |        |
| 25   | 3        | 7      | Mewen Tomac          | Francia       | 1'59"02 |        |
| 26   | 1        | 6      | Robert Glință        | Romania       | 1'59"18 |        |
| 27   | 3        | 8      | Jakub Skierka        | Polonia       | 1'59"30 |        |
| 28   | 1        | 3      | Yakov Toumarkin      | Israele       | 1'59"65 |        |
| 29   | 1        | 2      | Merdan Ataýew        | Turkmenistan  | 2'03"68 |        |

### Semifinali
| Pos. | Semifinale | Corsia | Atleta               | Nazionalità   | Tempo   | Note |
| ---- | ---------- | ------ | -------------------- | ------------- | ------- | ---- |
| 1    | 1          | 4      | Evgenij Rylov        | ROC           | 1'54"45 | Q    |
| 2    | 2          | 4      | Luke Greenbank       | Gran Bretagna | 1'54"98 | Q    |
| 3    | 2          | 6      | Ryan Murphy          | Stati Uniti   | 1'55"38 | Q    |
| 4    | 1          | 1      | Ádám Telegdy         | Ungheria      | 1'56"19 | Q    |
| 5    | 2          | 1      | Nicolás García       | Spagna        | 1'56"35 | Q    |
| 6    | 2          | 5      | Bryce Mefford        | Stati Uniti   | 1'56"37 | Q    |
| 7    | 1          | 3      | Radosław Kawęcki     | Polonia       | 1'56"68 | Q    |
| 8    | 1          | 6      | Ryōsuke Irie         | Giappone      | 1'56"69 | Q    |
| 9    | 1          | 8      | Yohann Ndoye Brouard | Francia       | 1'56"83 |      |
| 10   | 1          | 2      | Tristan Hollard      | Australia     | 1'56"92 |      |
| 11   | 1          | 5      | Lee Ju-ho            | Corea del Sud | 1'56"93 |      |
| 12   | 2          | 3      | Grigorij Tarasevič   | ROC           | 1'57"06 |      |
| 13   | 2          | 7      | Roman Mityukov       | Svizzera      | 1'57"07 |      |
| 14   | 2          | 2      | Keita Sunama         | Giappone      | 1'57"16 |      |
| 15   | 1          | 7      | Brodie Williams      | Gran Bretagna | 1'57"73 |      |
| 16   | 2          | 8      | Markus Thormeyer     | Canada        | 1'59"36 |      |

### Finale
| Pos.    | Corsia | Atleta           | Nazionalità   | Tempo   | Note            |
| ------- | ------ | ---------------- | ------------- | ------- | --------------- |
| Oro     | 4      | Evgenij Rylov    | ROC           | 1'53"27 | Record olimpico |
| Argento | 3      | Ryan Murphy      | Stati Uniti   | 1'54"15 |                 |
| Bronzo  | 5      | Luke Greenbank   | Gran Bretagna | 1'54"72 |                 |
| 4       | 7      | Bryce Mefford    | Stati Uniti   | 1'55"49 |                 |
| 5       | 6      | Ádám Telegdy     | Ungheria      | 1'56"15 |                 |
| 6       | 1      | Radosław Kawęcki | Polonia       | 1'56"39 |                 |
| 7       | 8      | Ryōsuke Irie     | Giappone      | 1'57"32 |                 |
| 8       | 2      | Nicolás García   | Spagna        | 1'59"06 |                 |